# カーム・バフシュ
カーム・バフシュ（Kam Bakhsh, 1667年3月6日 - 1709年1月14日）は、北インド、ムガル帝国の第6代皇帝アウラングゼーブの皇子。母はウダイプリー・マハル。

## 生涯
1667年3月6日、ムガル帝国の皇帝アウラングゼーブの5男として生まれた。母はダーラー・シコーの元妃であったウダイプリー・マハルである。
1698年12月から1699年6月まで、カーム・バフシュは不正を行ったとして、父アウラングゼーブの命により投獄されていた。
1707年2月16日、カーム・バフシュはビジャープル太守に任命され、ハイダラーバードへと移った。
同年3月3日、父アウラングゼーブが死亡し、兄ムアッザムがバハードゥル・シャー1世の名の下に即位すると、カーム・バフシュもこれに対抗して皇帝（パードシャー）を号した。
しかし、1709年1月13日にカーム・バフシュはハイダラーバードでバハードゥル・シャー1世の軍勢に敗北して重傷を負い（ハイダラーバードの戦い）、翌14日に死亡した。